# 멍, 풀구
《멍 , 풀구》는 m29가 제작한 대한민국의 애니메이션으로, 2025년 7월 26일 부터 매주 토요일 오후 2시 30분에 KBS 1TV에 방영중이다. 

## 방영 일시
| 방송 채널 | 방송일                     | 방송 시간             |
| --------- | -------------------------- | --------------------- |
| KBS 1TV   | 2025년 7월 26일 ~ 9월 13일 | 매주 토 오후 2시 30분 |

## 등장 인물
- 풀구
- 적혈구
- 백혈구
- 혈소판
- 세균
- 형
- 남동생
- 소년
- 소녀
- 여동생
- 오빠

## 목소리 출연
- 조세령
- 안효민

## OST
- 조세령 이고도 Gram 아티스트

## 제작진
- 이태헌 책임
- 권이규(총괄) 황응구(프로듀서 연출)
- 권이규 감독
- 이윤경(연출)
- M29(기획 원작 제작)
- M29 프로덕션
- 권이규(제작 총괄)
- 권이규 김현정(시나리오 각본)
- 권이규(스토리보드)
- 김규리 박은서(아트디렉터 디자인)
- GCOPR(CG)
- 이제헌(슈퍼바이저)
- 이재성 서지수 김지훈 김주년(리깅 애니메이션)
- 조명현 손윤주 이수빈 이민수 조희은 이동현(모델링 렌더링 컴포지트)
- 강대섭(이펙트)
- 플루토사운드그룹(사운드 제작)
- 하승훈 최유 이윤경(효과 녹음 믹싱)
- 임현지(음악 작곡 편곡)
- 권이규(작사)
- 이현서(작곡)
- 이채연(홈페이지 제작)
- 김수애(종합편집 감독)
- 황은서(자막 디자인)
- 차한결(조연출)
- KBS 기획
- M29 제작
- 2025 ~ M29 All rights reserved.

## 방영 목록
| 화차      | 주제        | 방송 일자       |
| --------- | ----------- | --------------- |
| 1화       | 멍멍        | 2025년 7월 26일 |
| 1화       | 두더쥐 잡기 | 2025년 7월 26일 |
| 1화       | 탱탱볼      | 2025년 7월 26일 |
| 2화       | 배드민튼    | 2025년 8월 2일  |
| 2화       | 트램폴린    | 2025년 8월 2일  |
| 2화       | 회전무대    | 2025년 8월 2일  |
| 3화       | 발레        | 2025년 8월 9일  |
| 3화       | 모종심기    | 2025년 8월 9일  |
| 3화       | 자전거      | 2025년 8월 9일  |
| 4화       | 태권도      | 2025년 8월 16일 |
| 4화       | 나비        | 2025년 8월 16일 |
| 4화       | 물총놀이    | 2025년 8월 16일 |
| 5화       | 파도        | 2025년 8월 23일 |
| 5화       | 모기        | 2025년 8월 23일 |
| 5화       | 해먹        | 2025년 8월 23일 |
| 6화       | 무정        | 2025년 8월 30일 |
| 6화       | 무정        | 2025년 8월 30일 |
| 6화       | 무정        | 2025년 8월 30일 |
| 7화       | 무정        | 2025년 9월 6일  |
| 7화       | 무정        | 2025년 9월 6일  |
| 7화       | 무정        | 2025년 9월 6일  |
| 최종화(8) | 무정        | 2025년 9월 13일 |
| 최종화(8) | 무정        | 2025년 9월 13일 |
| 최종화(8) | 무정        | 2025년 9월 13일 |